# خانه ریتفلد شرودر
خانه ریتفلد شرودر (به انگلیسی: Rietveld Schröder House) (همین‌طور معروف به خانه شرودر) توسط معمار معروف، گریت ریتفلد از اعضای تأثیرگذار سبک د استایل در سال ۱۹۲۴ میلادی در شهر اوترخت هلند برای خانم شرودر و سه فرزند او ساخته شد.
این خانه در سال ۲۰۰۰ میلادی به میراث جهانی یونسکو اضافه شد.

## نگارخانه

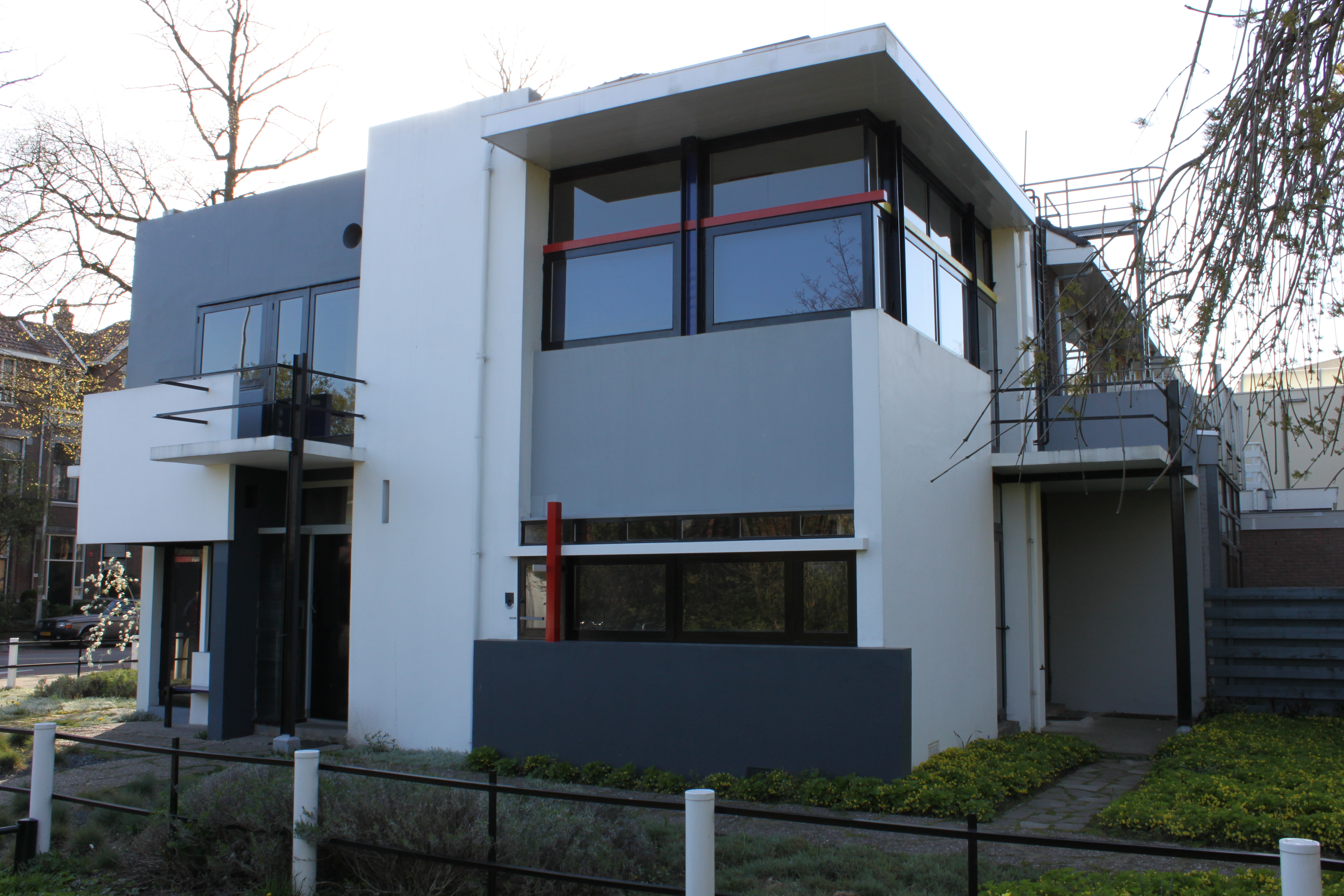
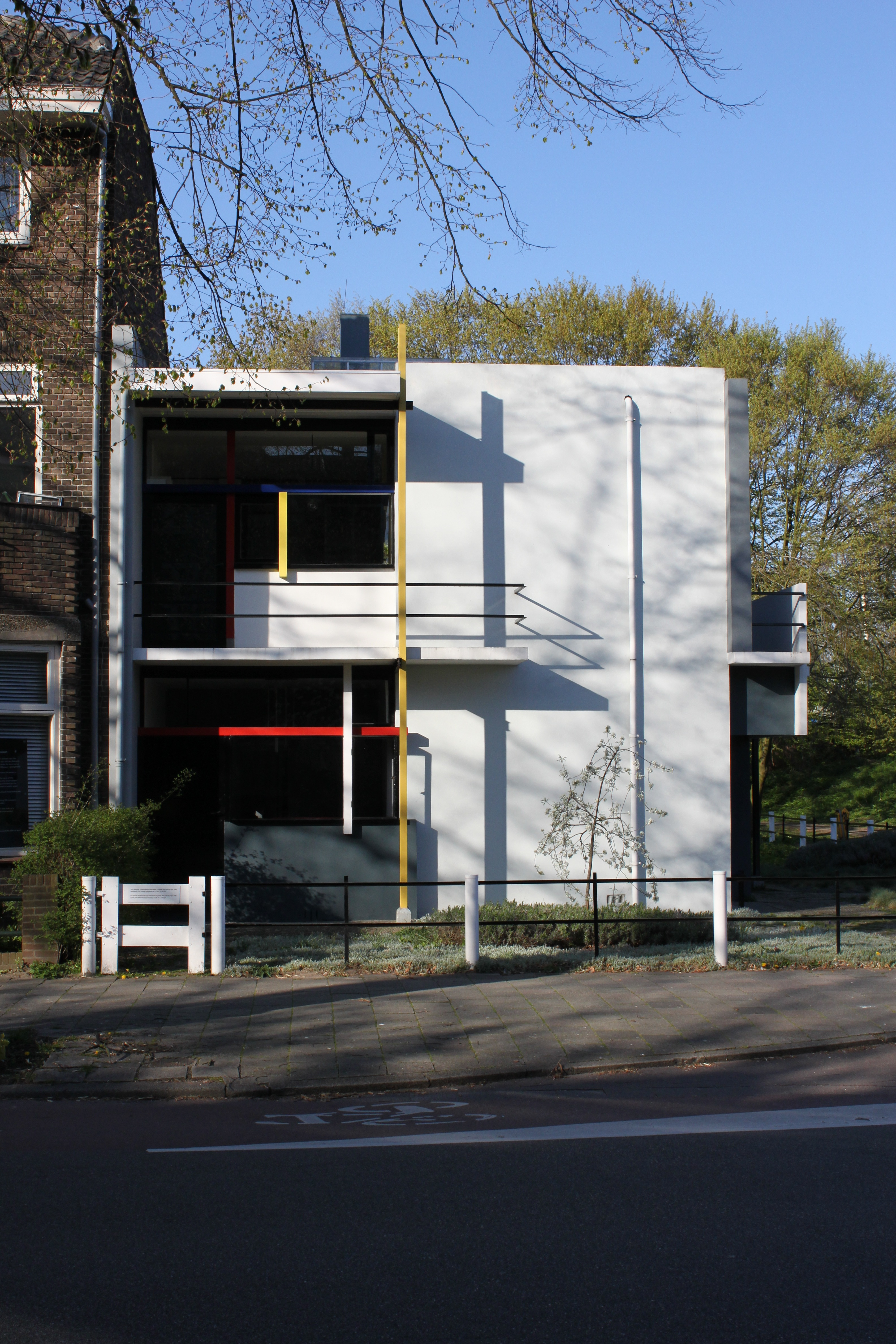
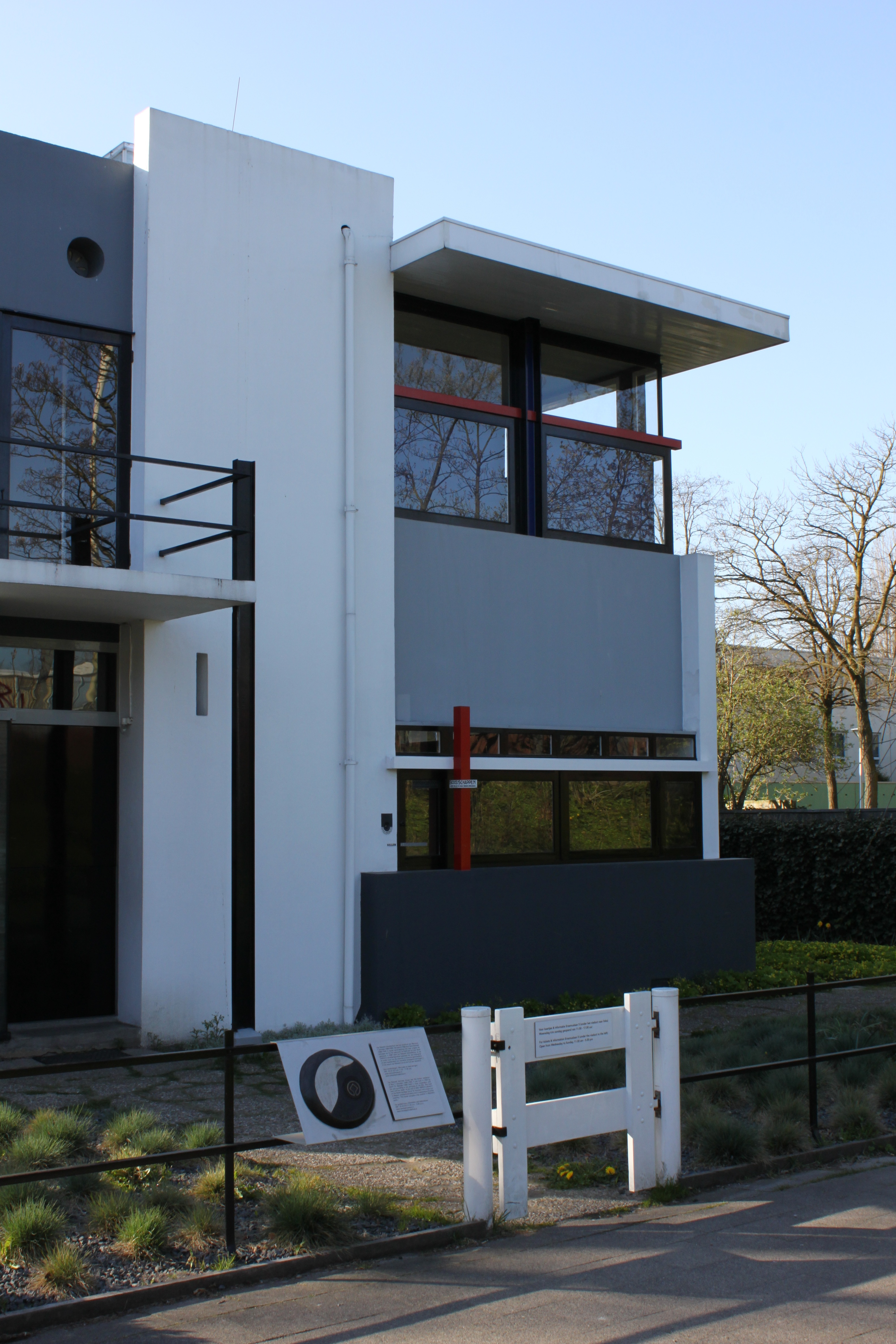
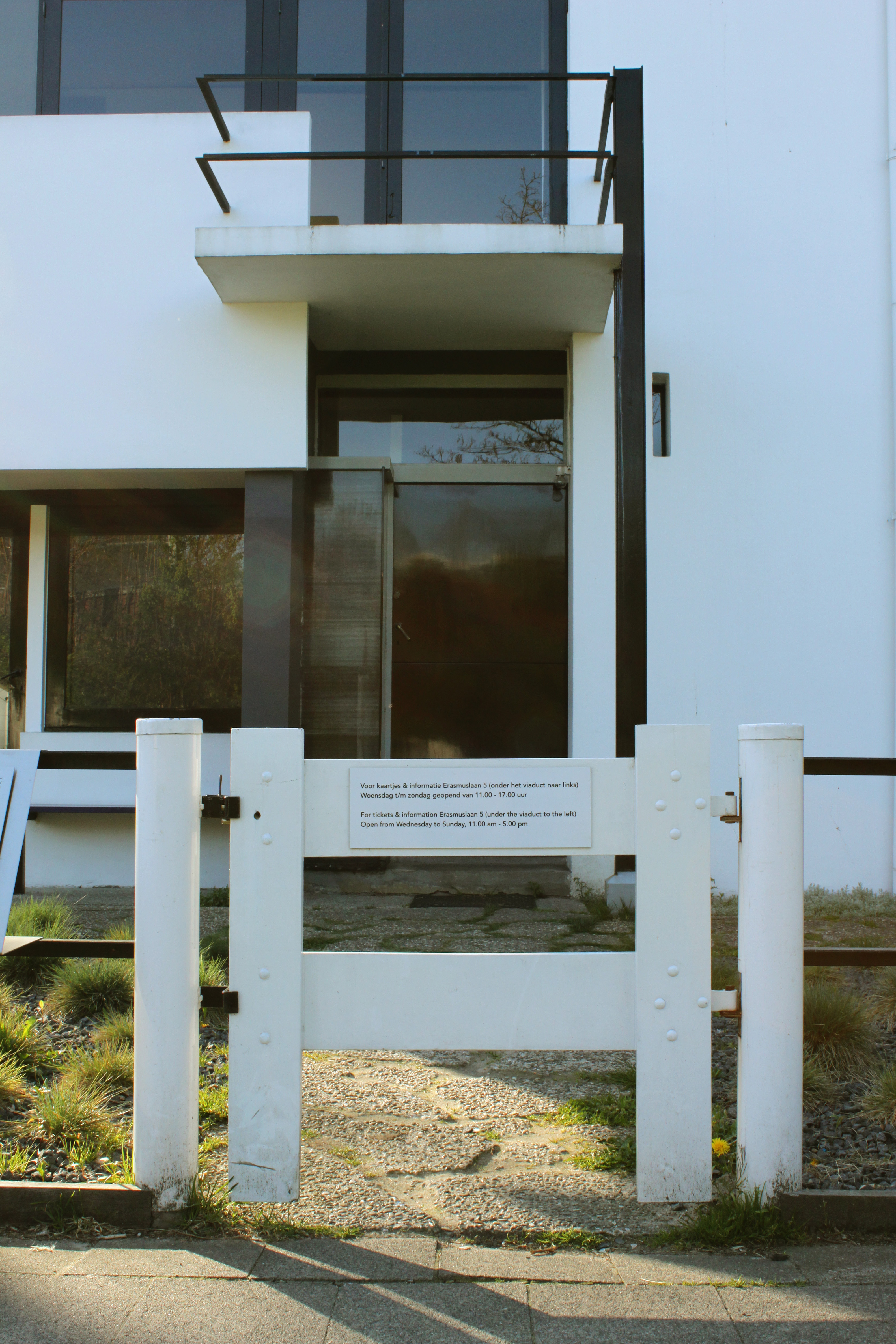
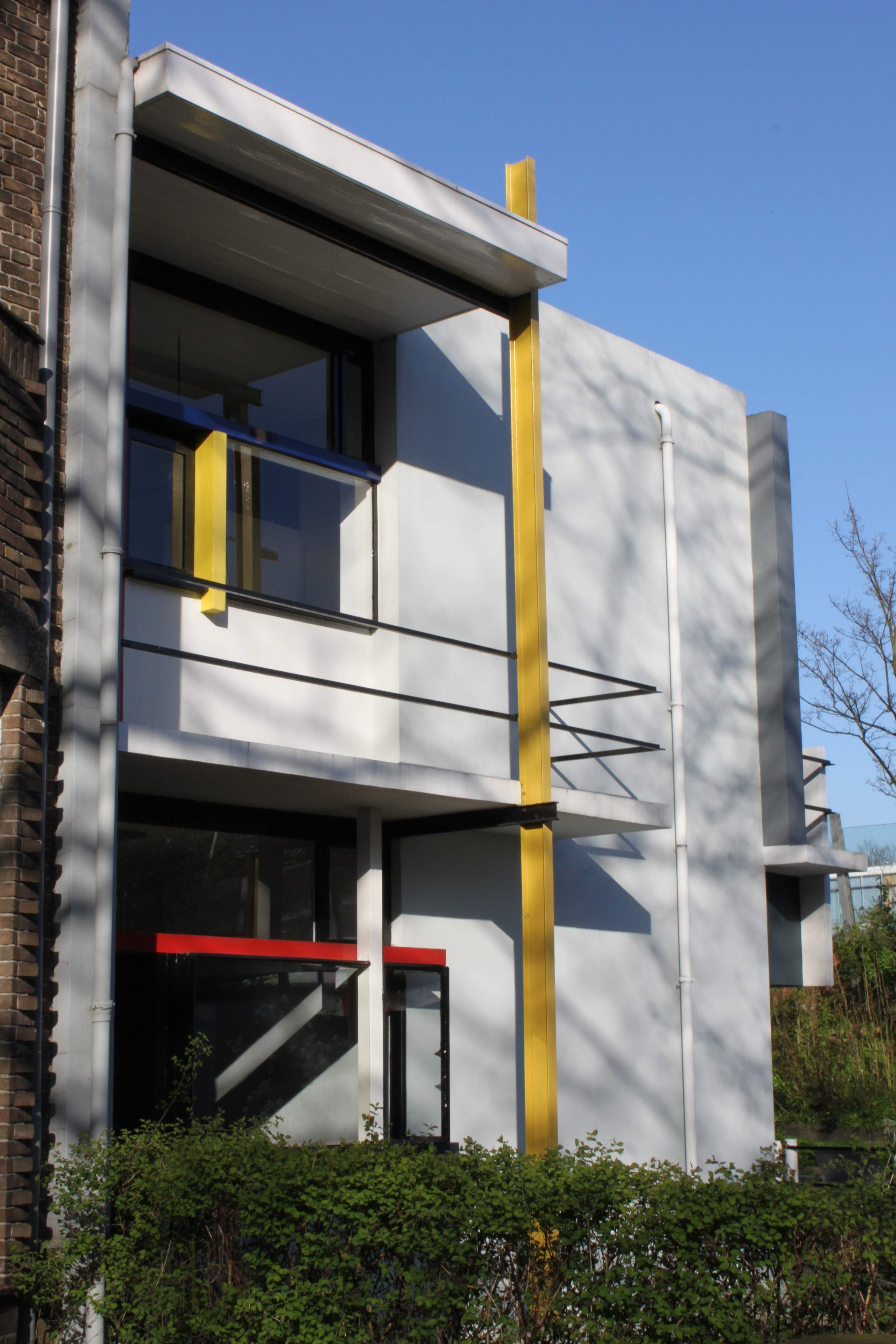
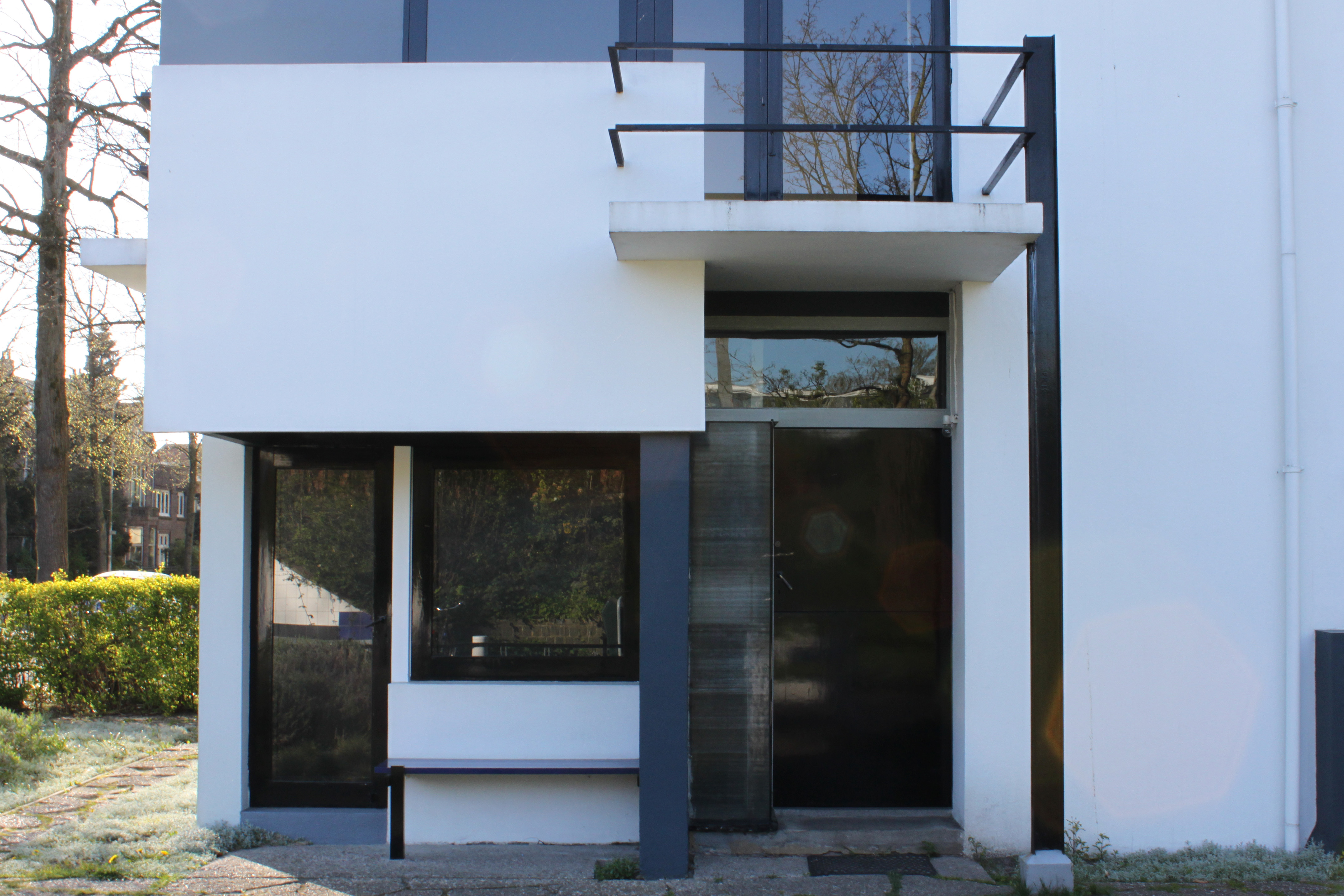
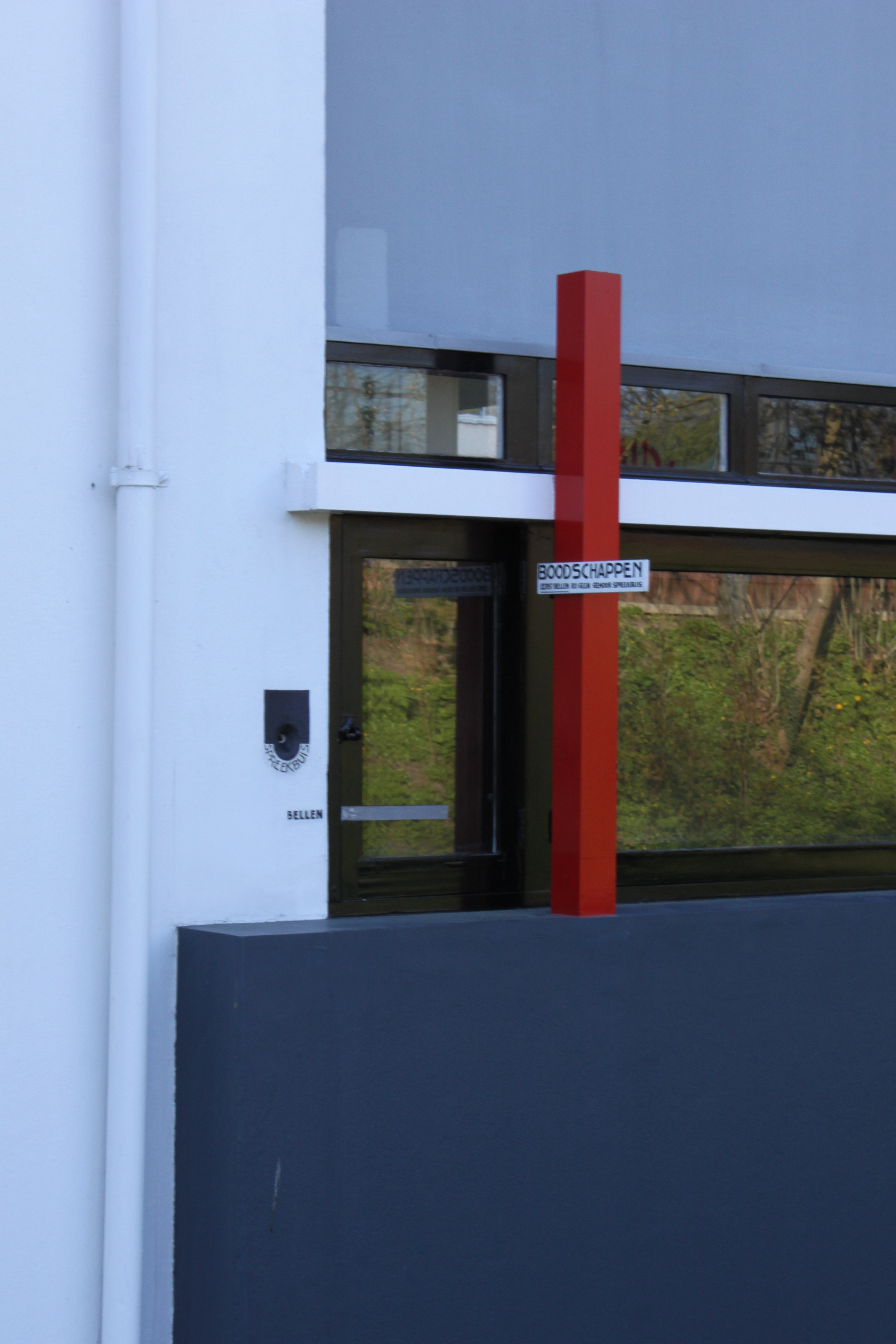
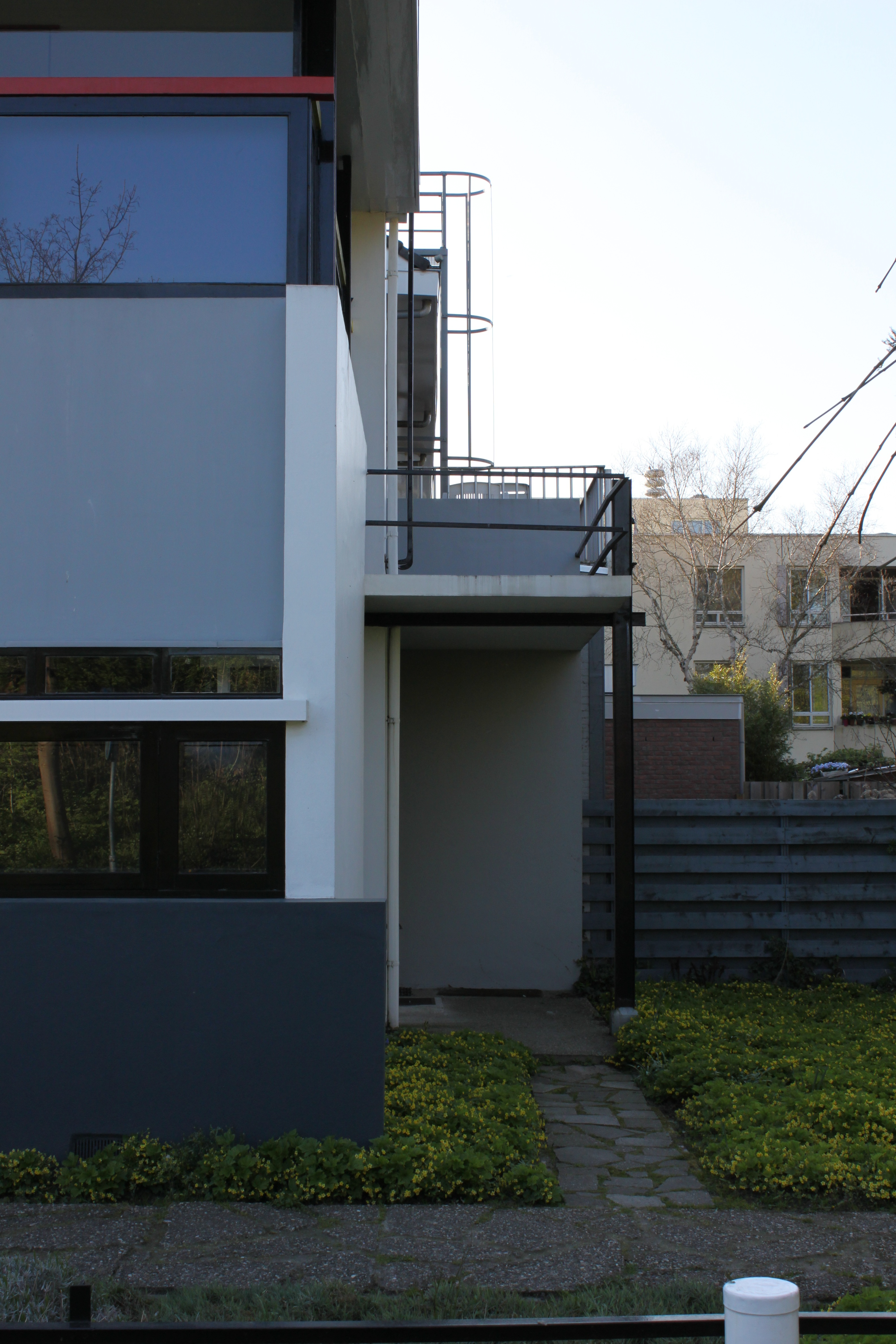